# Franso-Hariri-Stadion
Das Franso-Hariri-Stadion (kurdisch یاریگای فرانسۆ حەریری; arabisch ملعب فرانسو حريري) ist ein Fußballstadion mit Leichtathletikanlage in der irakischen Stadt Erbil, Autonome Region Kurdistan. Die Anlage wurde 1956 fertiggestellt und 1992 renoviert. Es ist die Heimspielstätte des Fußballclubs Erbil SC.
Das Stadion bietet 40.000 Zuschauern Sitz- und Stehplätze. Es ist damit das zweitgrößte Stadion im Irak nach dem Al-Shaab-Stadion in Bagdad.
Franso Hariri, ehemaliger assyrischer Politiker und ranghohes Mitglied der kurdischen KDP, wurde am 18. Februar 2001 auf seinen Weg zur Arbeit von vier Mitgliedern der radikalen Ansar al-Islam ermordet. In Erinnerung wurde das Stadion nach ihm benannt.
Am 10. Juli 2009 fand das erste Länderspiel der irakischen Fußballnationalmannschaft seit dem Irakkrieg im Franso-Hariri-Stadion statt und endete mit einem 3:0-Sieg für die Heimmannschaft über Palästina. Am 15. Juli 2009 gab der asiatische Fußballverband bekannt, dass irakische Mannschaften und Klubs zukünftig internationale Spiele in diesem Stadion austragen dürfen.
Das Franso-Hariri-Stadion ist auch das Heimstadion der kurdischen Fußballauswahl. Im Juni 2012 wurde das Finale des Viva World Cup zwischen der Türkischen Republik Nordzypern und Kurdistan im Franso-Hariri-Stadion ausgetragen. Das Spiel endete 2:1 für die Gastgeber. Es war der erste Gewinn des Viva World Cup für Kurdistan. Knapp fünf Monate später fand im Stadion das Finale des AFC Cups 2010 zwischen dem Erbil SC und dem al Kuwait SC statt.